# Аякс (син Аполлона)
Ая́кс (грец. Ὄαξος) — міфічний засновник міста Аякс на Криті, яке було відомо Сервію і Геродоту.
Він був сином бога Аполлона і критської німфи Ангіали або дочки Міноса Акалли.